# Heliga Trefaldighets kyrka, Arboga
Heliga Trefaldighets kyrka i Arboga, Västerås stift, tillhör Arbogabygdens församling. Före 2006 års församlingssammanläggning var den en av Arboga stadsförsamlings två kyrkor. Heliga Trefaldighets kyrka ligger i östra delen av Arboga innerstad. Huvudingången är vänd mot det stenlagda Järntorget.
Lars "Lasse-Maja" Molin, född Larsson den 5 oktober 1785 i byn Djupdalen i Ramsbergs socken i Västmanland, död 4 juni 1845 i Arboga, ligger begravd på kyrkogården

## Kyrkobyggnaden
Kyrkan byggdes ursprungligen av franciskanerbröder. Bygget påbörjades 1256 och avslutades första in på 1300-talet. Kyrkan var från början en klosterkyrka för det franciskankloster som var beläget i kyrkparken – området mellan kyrkan och Arbogaån. 
På väggarna i kyrkorummet finns medeltida målningar, daterade till 1400-talet, troligtvis utförda av Magnus Håkansson från Arboga.
Kyrkobyggnaden bestod ursprungligen av mittskeppet och sidoskeppet. På 1400-talet tillkom koret och valven och målningarna på den södra väggen. Under 1500-talet stod kyrkan tom och var förfallen. På 1620-talet renoverades kyrkan och det lilla tornet (takryttaren) ersattes med det stora tornet. Fönstren förstorades på 1700-talet till dagens storlek. De gamla målningarna kalkades över på 1800-talet men togs fram igen 1897. Orgelläktaren revs på 1960 och ett musikrum inreddes i tornet. På 1980-talet förstärktes tornet.

## Inventarier

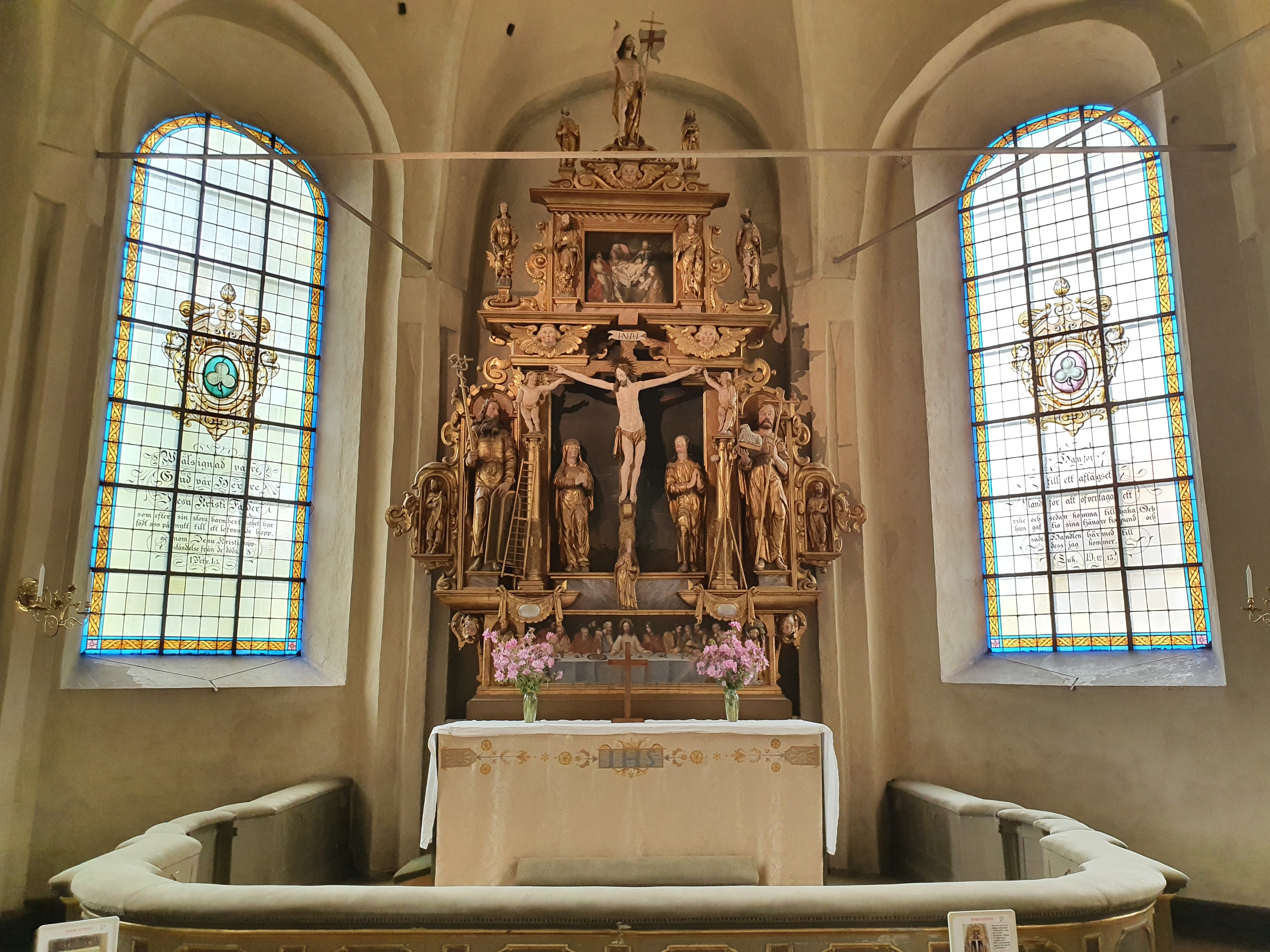
Altaret

En predikstol snidad av hovbildhuggaren Burchard Precht, år 1736, samt Sveriges (kanske även Nordens) största ljuskronor. Bland föremålen märks också ett triumfkors från 1980. En större inre renovering skedde 2000. Man kan även beskåda en dopfunt från 1000-talet.

### Orgel
- 1475 omnämns en orgel i kyrkan.
- 1744 byggde Daniel Stråhle en orgel med 27 stämmor, två manualer och pedal.
- 1868 byggde Åkerman & Lund, Stockholm en orgel med 22 stämmor, två manualer och pedal. Orgeln byggdes om 1929 av A Magnussons Orgelbyggeri AB, Göteborg. 1943 byggdes orgeln ut av Olof Hammarberg, Göteborg till 34 stämmor, tre manualer och pedal.
- Den nuvarande orgeln byggdes 1977 av A Magnussons Orgelbyggeri AB, Mölnlycke. Orgeln är mekanisk och utrustad med ett datoriserat kombinationssystem. Den har även cymbelstjärna.

| Huvudverk I       | Svällverk II        | Öververk III   | Pedal             | Koppel  |
| Gedacktpommer 16' | Spetsgedackt 8'     | Gedackt 8'     | Subbas 16'        | I/P     |
| Principal 8'      | Fugara 8'           | Koppelflöjt 4' | Principal 8'      | II/P    |
| Rörflöjt 8'       | Principal 4'        | Principal 2'   | Borduna 8'        | III/P   |
| Oktava 4'         | Traversflöjt 4'     | Kvinta 1 1⁄3'  | Rörpommer 4'      | II/I    |
| Spetsflöjt 4'     | Waldflöjt 2'        | Ters 4⁄5'      | Nachthorn 2'      | III/I   |
| Oktava 2'         | Sesquialtera 2 chor | Cymbel 2 chor  | Rauschpipa 4 chor | II 4'/P |
| Mixtur 5 chor     | Scharf 3 chor       | Krumhorn 8'    | Basun 16'         |         |
| Trumpet 8'        | Dulcian 16'         | Tremulant      |                   |         |
|                   | Oboe 8'             |                |                   |         |
|                   | Tremulant           |                |                   |         |
|                   | Crescendosvällare   |                |                   |         |

#### Kororgel
Kororgeln byggdes 2003 av Ålems Orgelverkstad AB. Orgeln är mekanisk.
*Växelregister
| Man I. Huvudverk C-a3 | Man II. Svällverk C-a3 | Pedal C-f1  | Koppel |
| --------------------- | ---------------------- | ----------- | ------ |
| *Borduna 16'          | Borduna 8'             | *Subbas 16' | II/I   |
| Principal 8'          | Viola di gamba 8'      | *Flöjt 8'   | II/P   |
| *Flûte harm. 8'       | Voix celeste 8'        | Bombard 16' | I/P    |
| Salicional 8'         | Principal 4'           | *Trumpet 8' | II16'  |
| Octava 4'             | Flûte oct. 4'          |             | II4'/P |
| Flöjt 4'              | Nasard 3'              |             |        |
| Octava 2'             | Oboe 8'                |             |        |
| Cornet III            |                        |             |        |
| *Trumpet 8'           |                        |             |        |

## Galleri

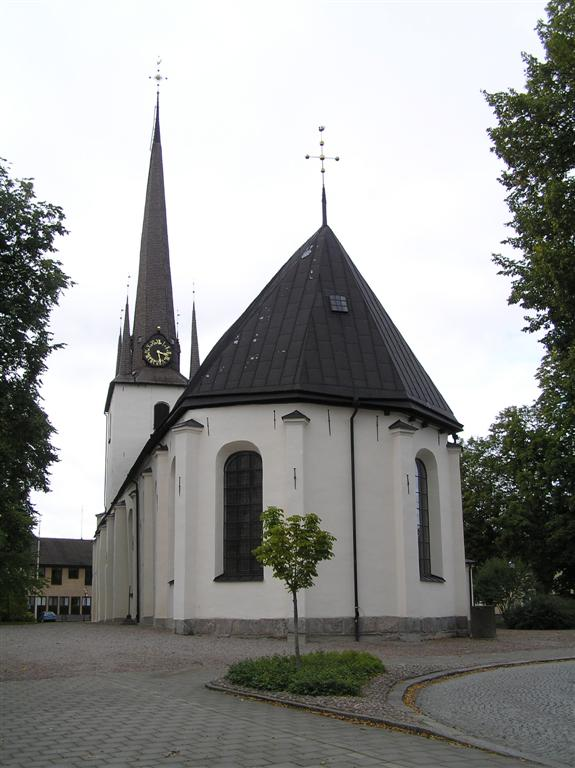
Heliga Trefaldighets kyrka sedd från öster
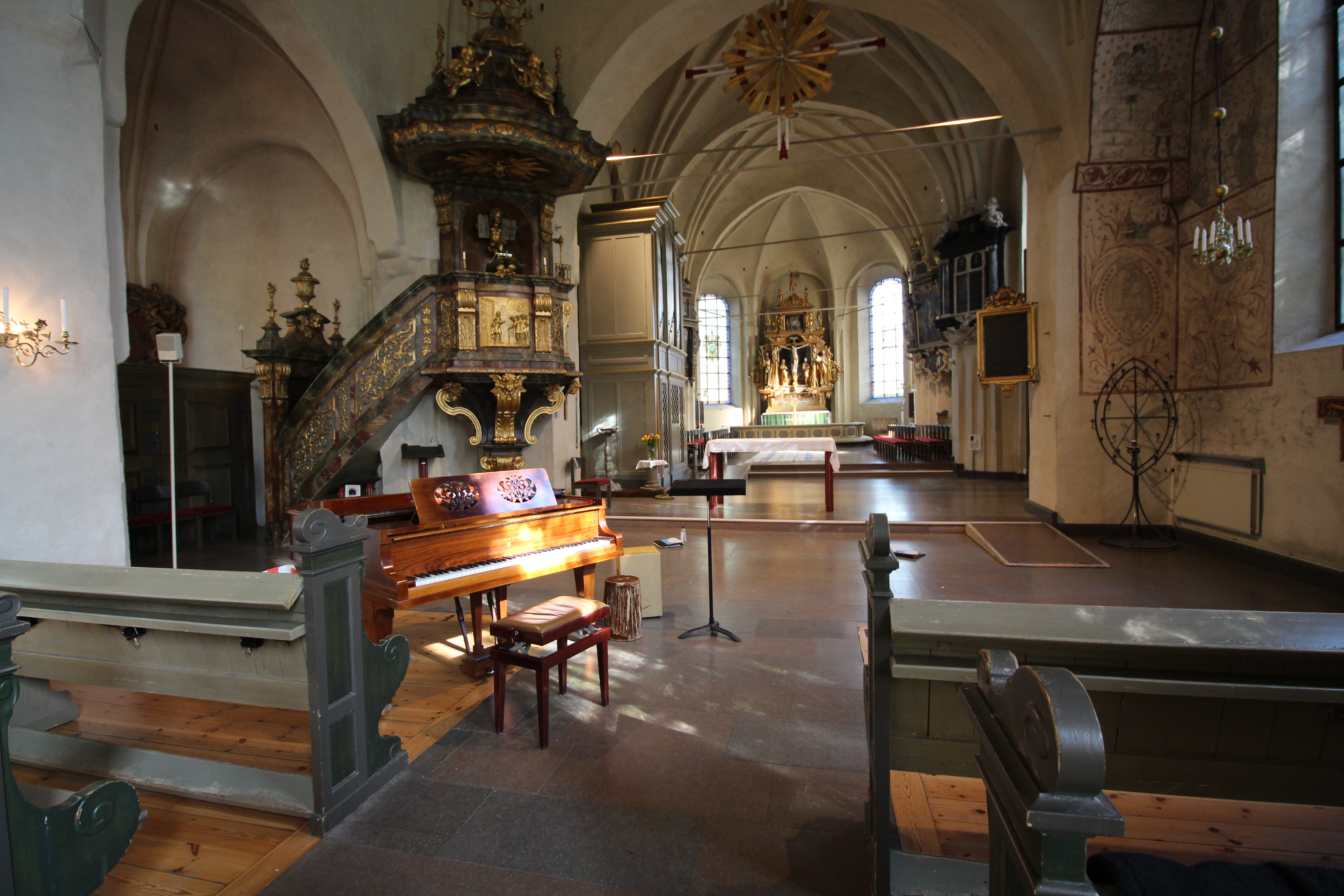
Interiör
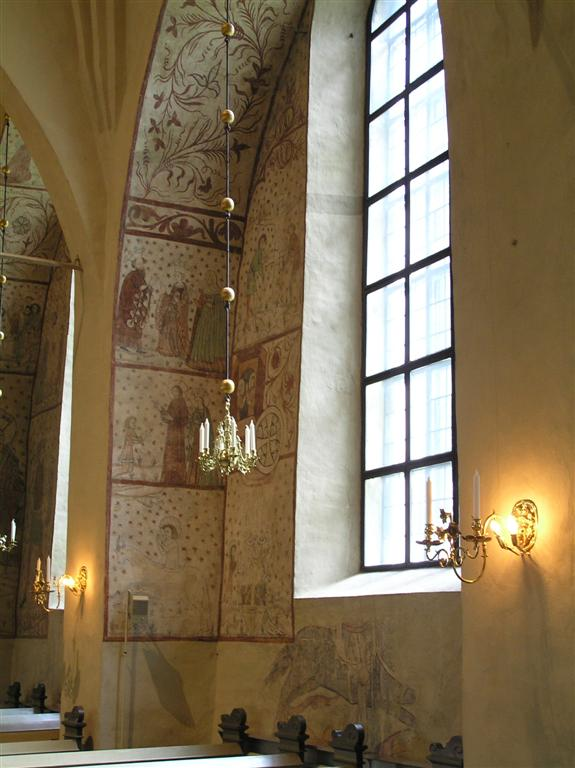
Kalkmålningar
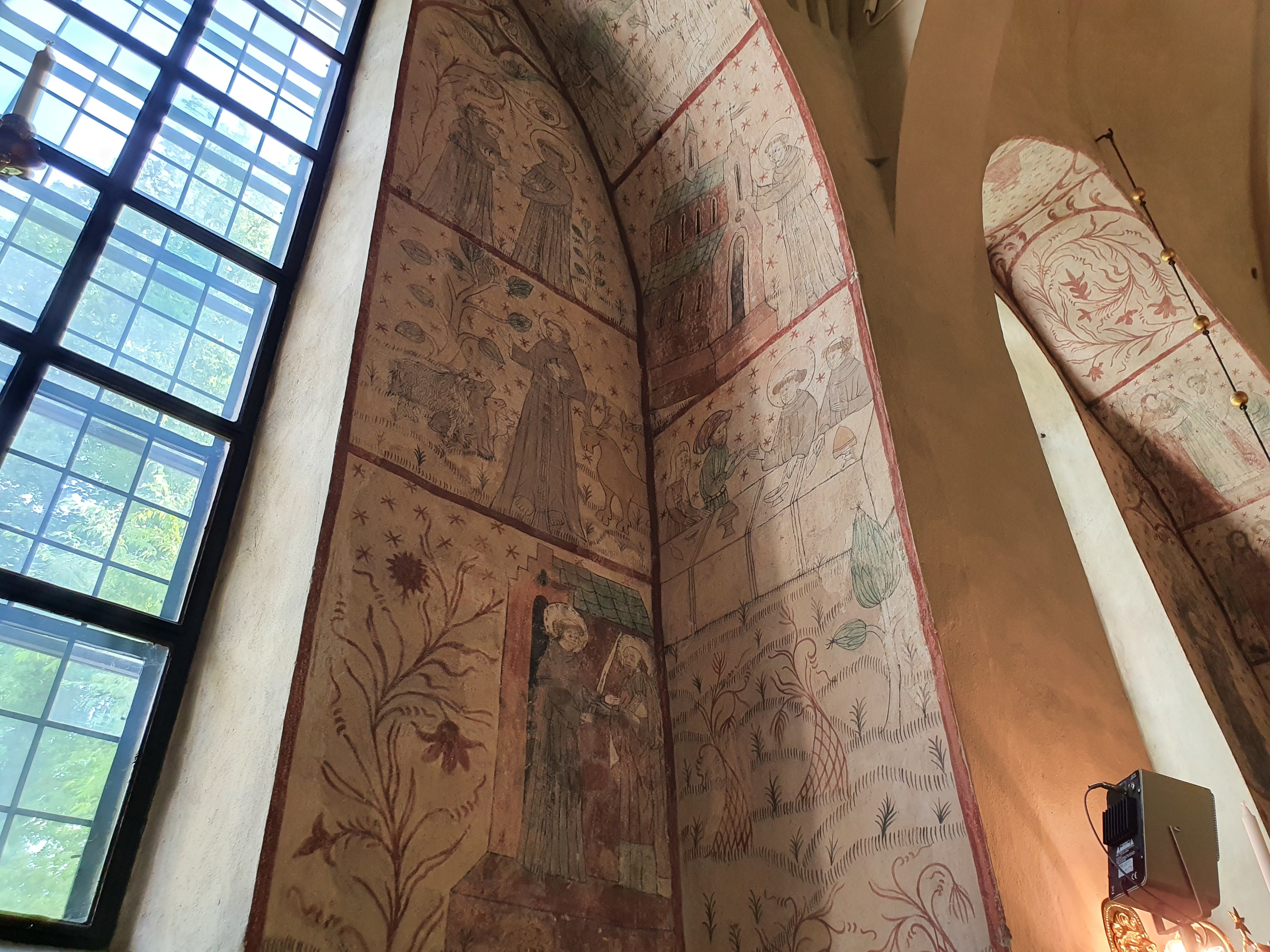
Kalkmålningar
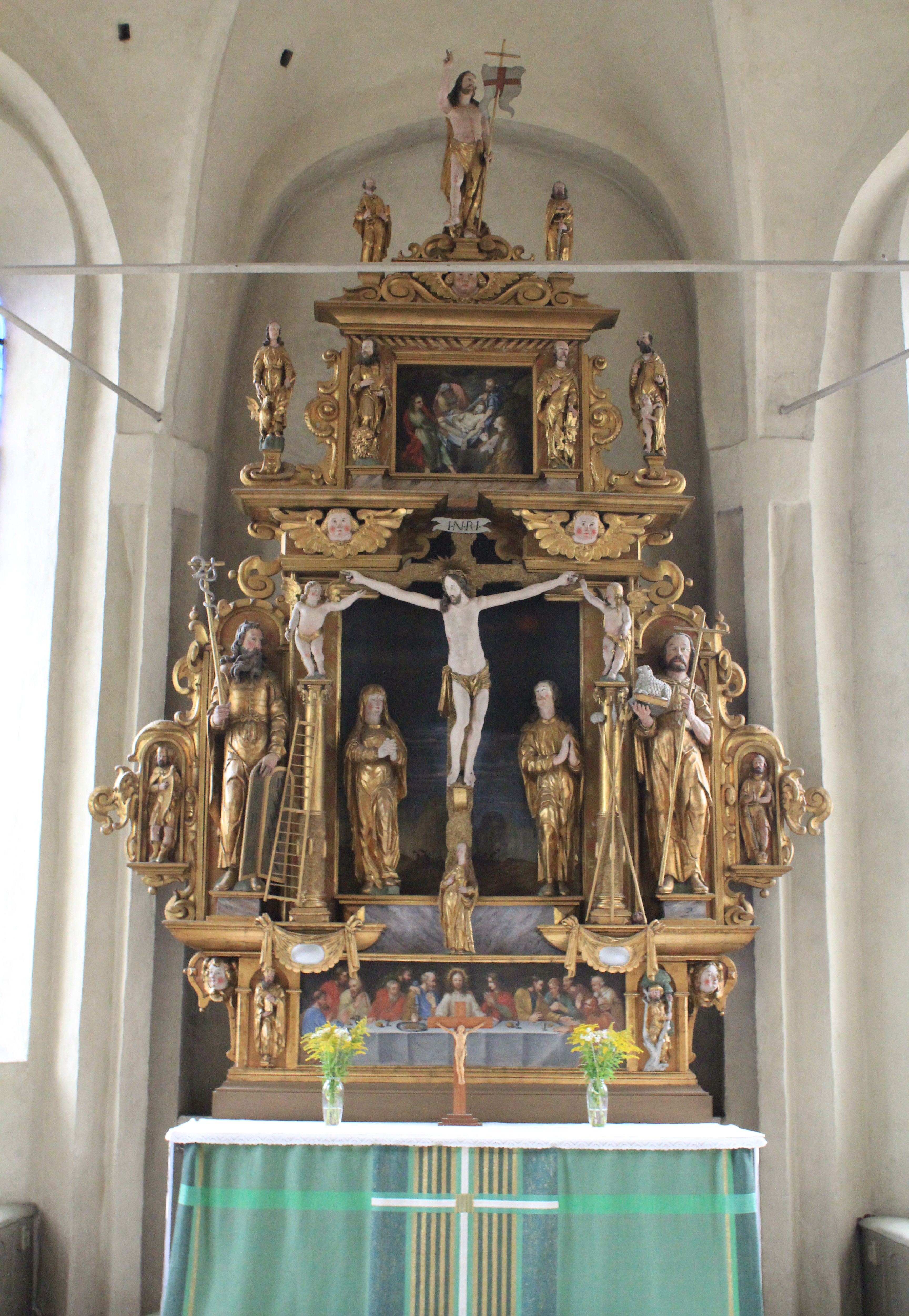
Altaruppsats
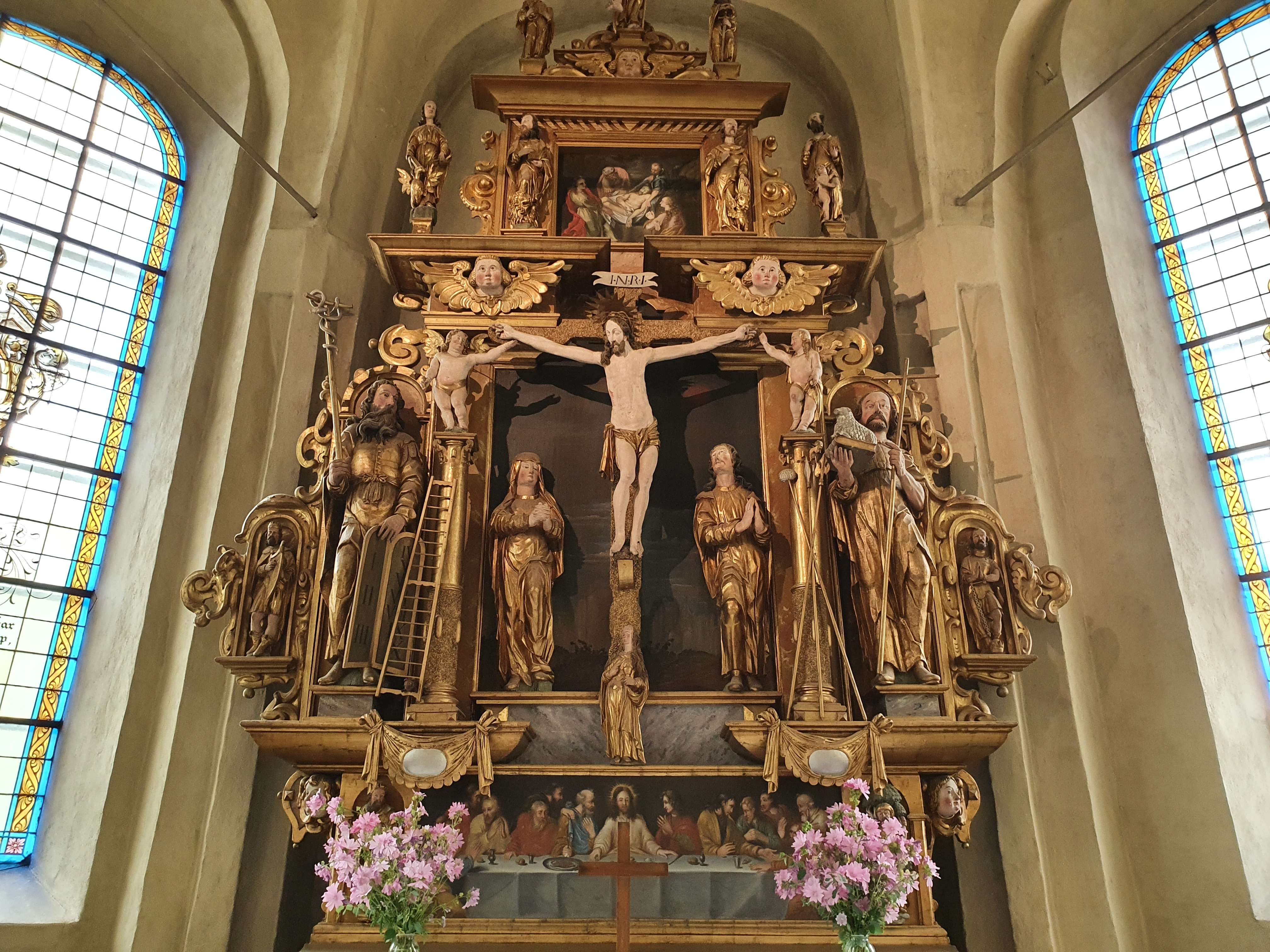
Detalj av altaruppsatsen
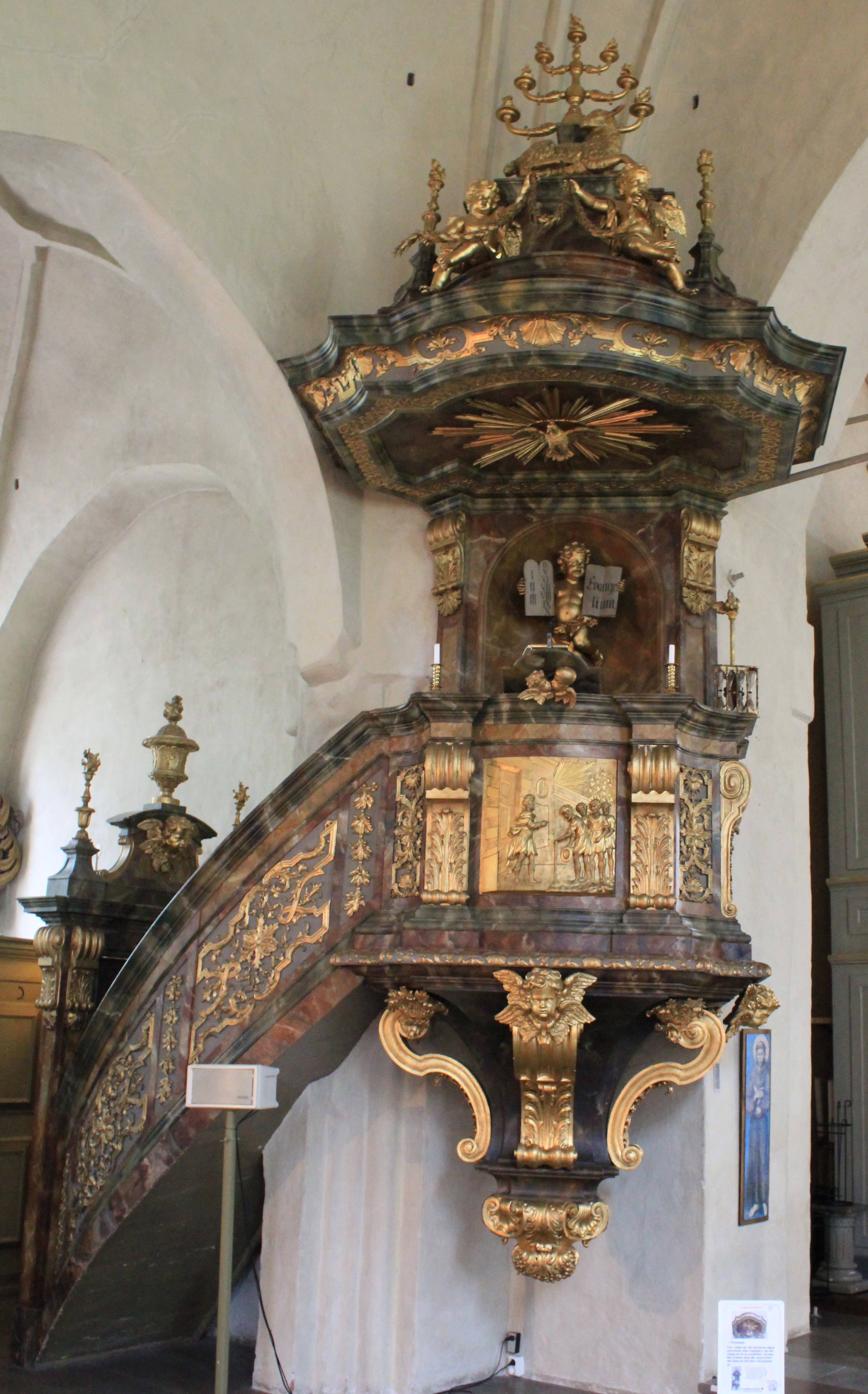
Predikstol
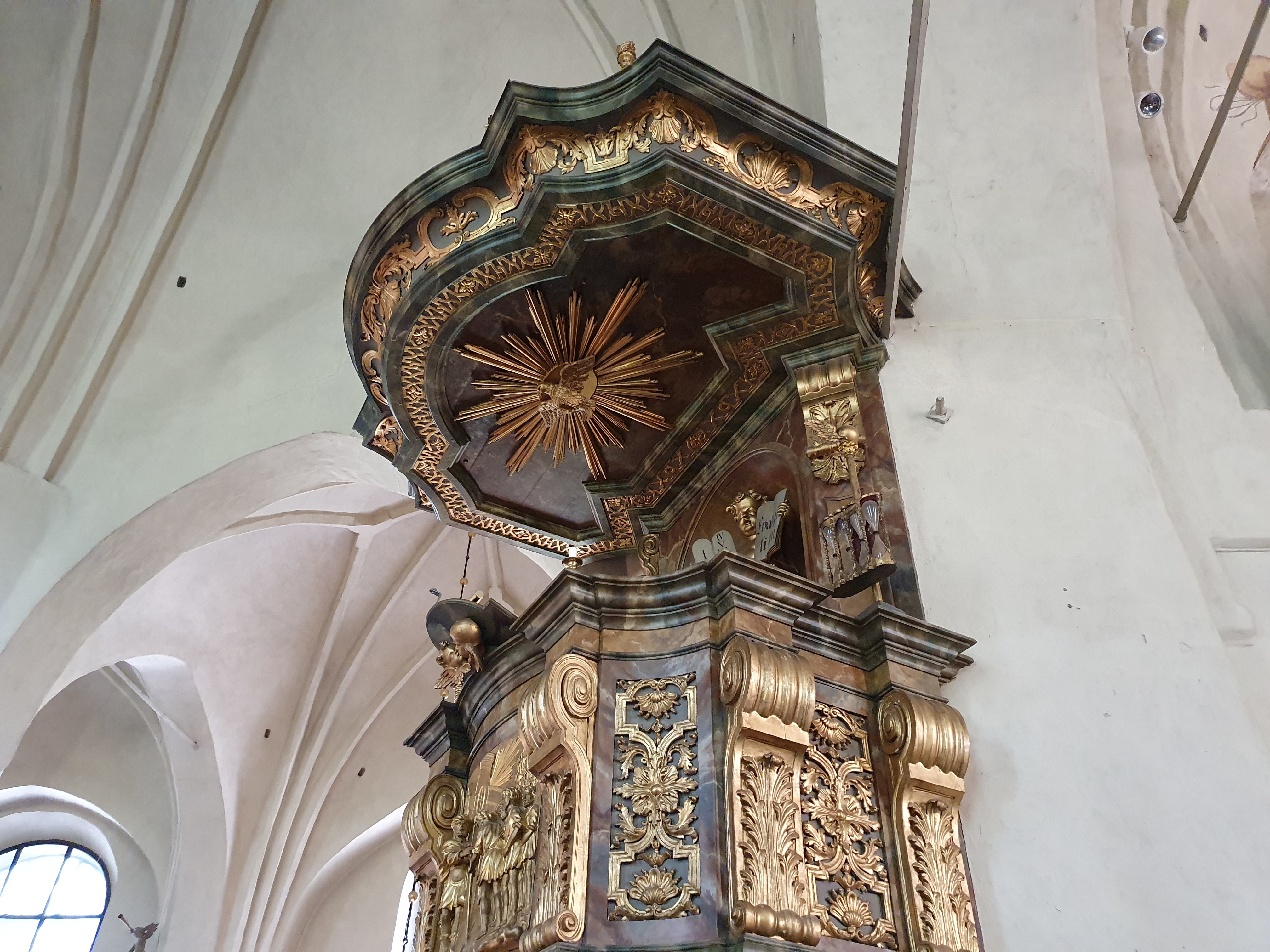
Predikstolens tak
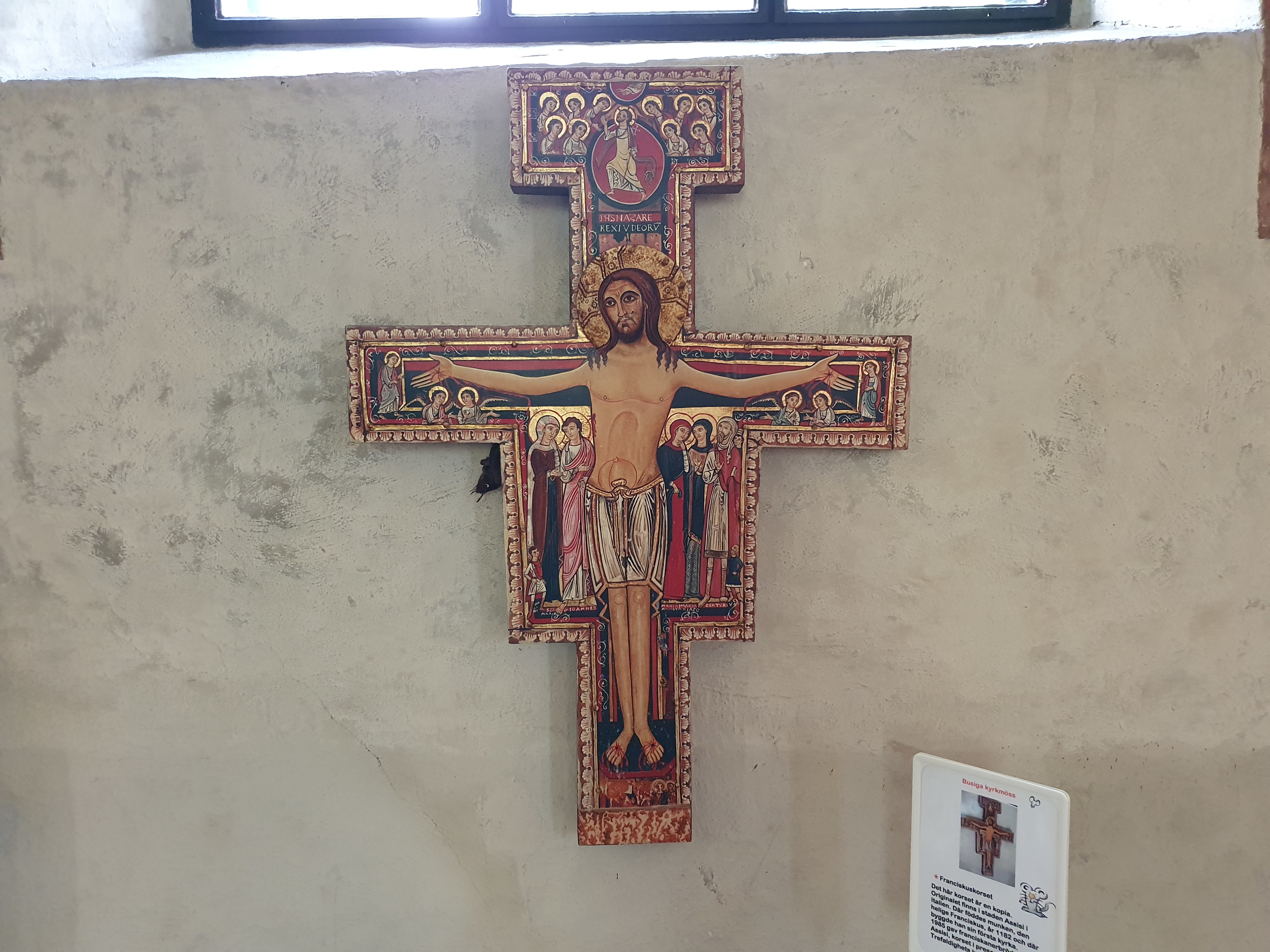
En kopia av krucifixet som enligt traditionen kallade Franciskus av Assisi.
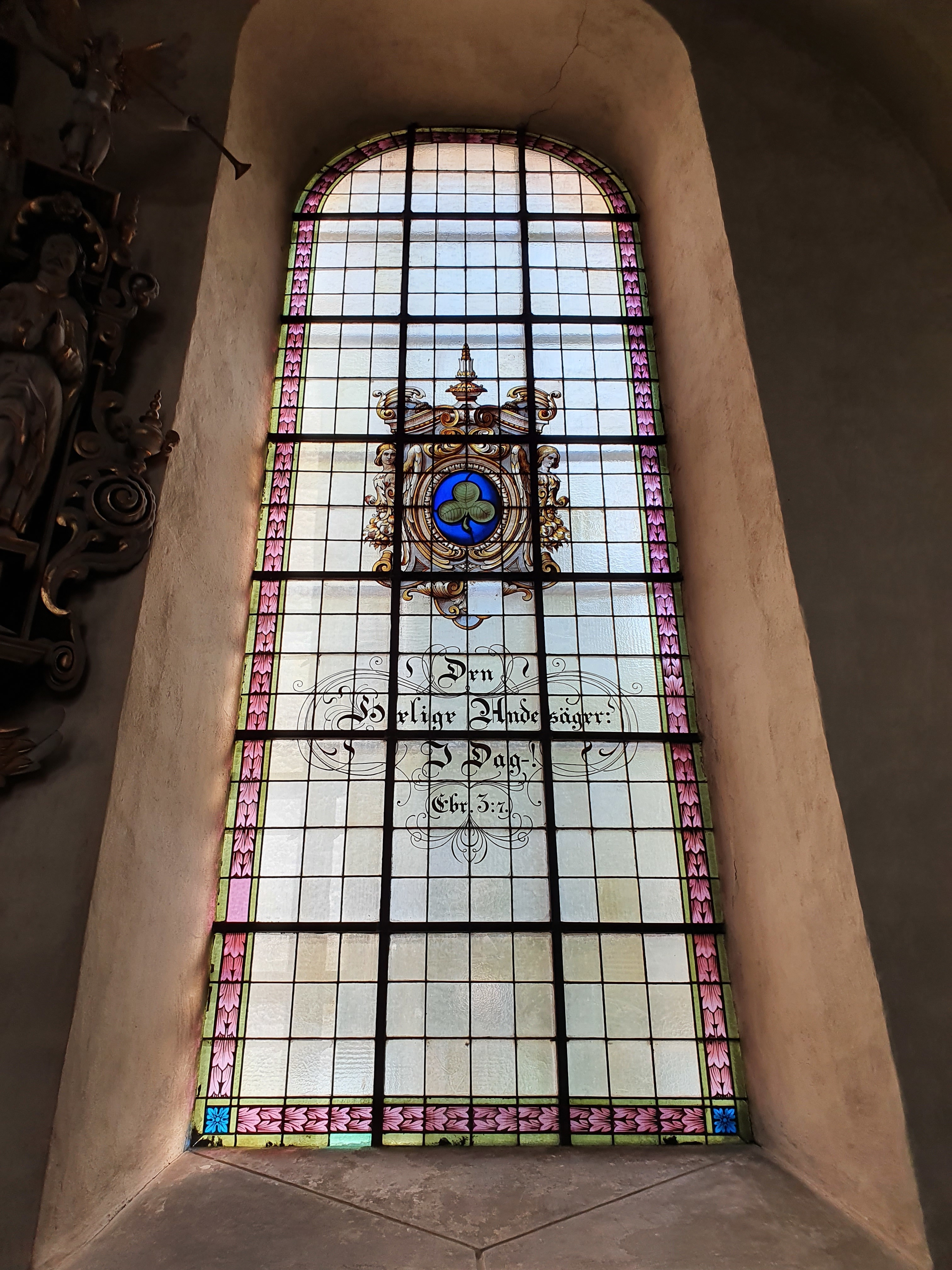
Korfönster
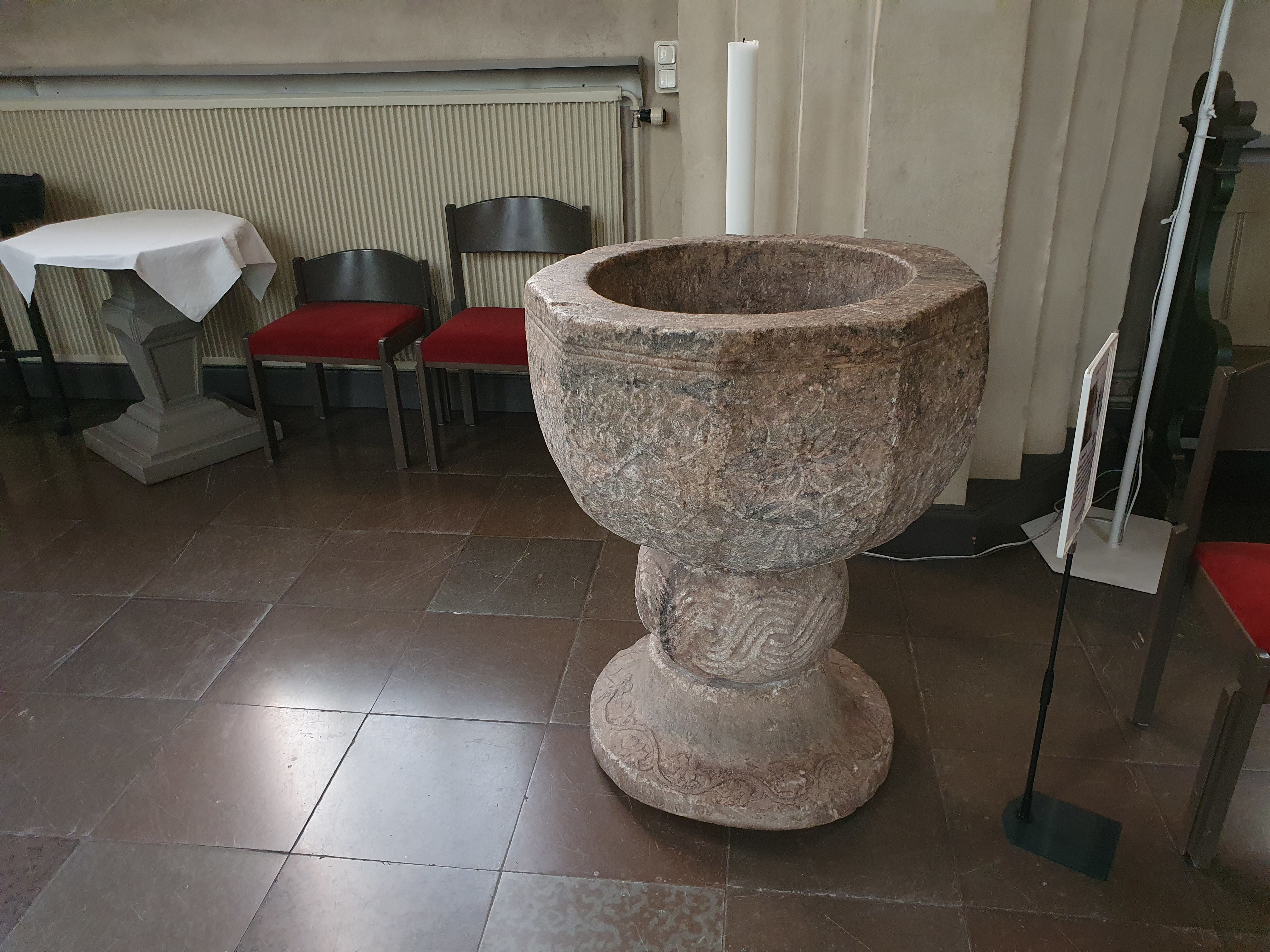
Dopfunt
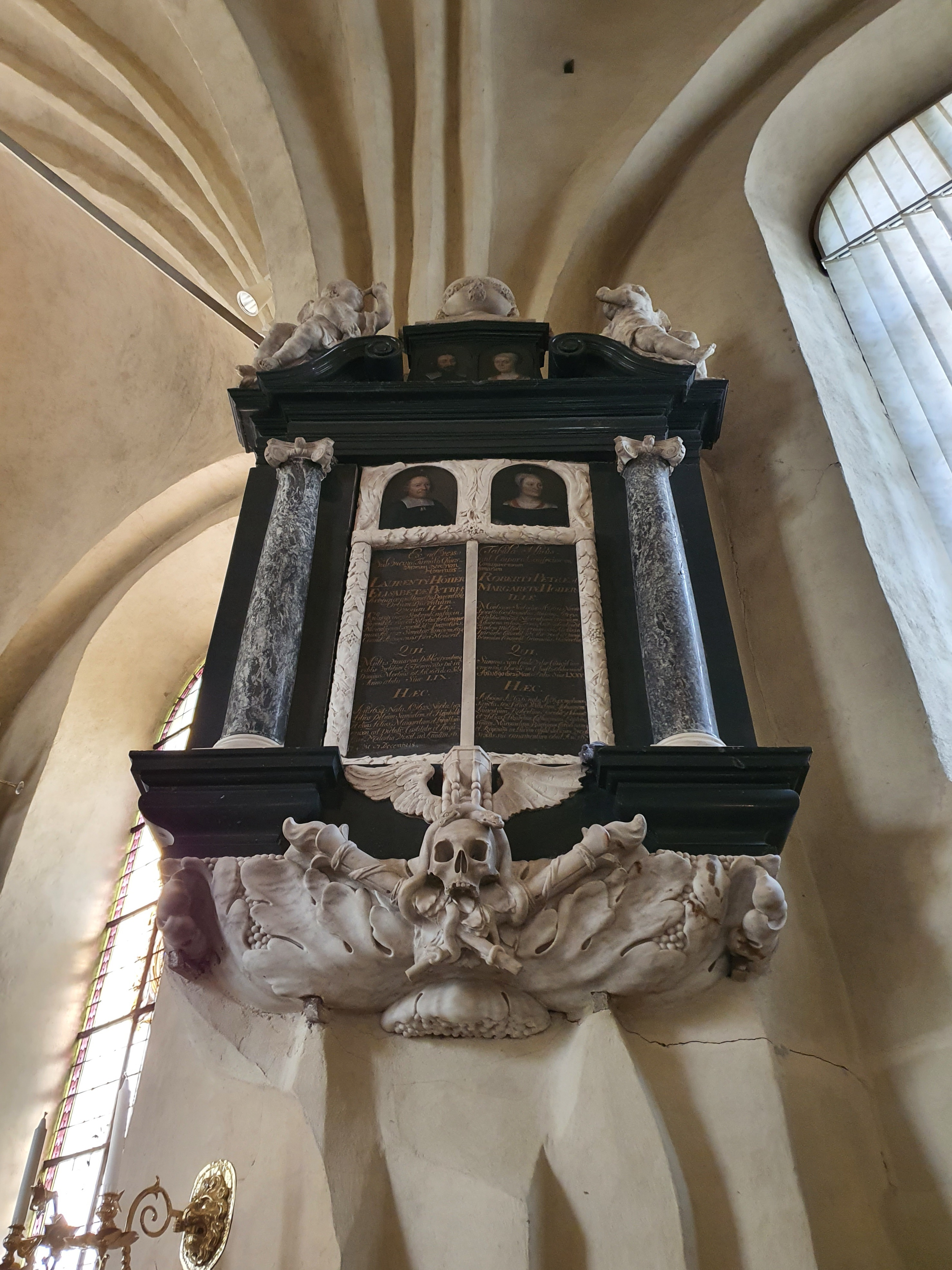
Epitafium
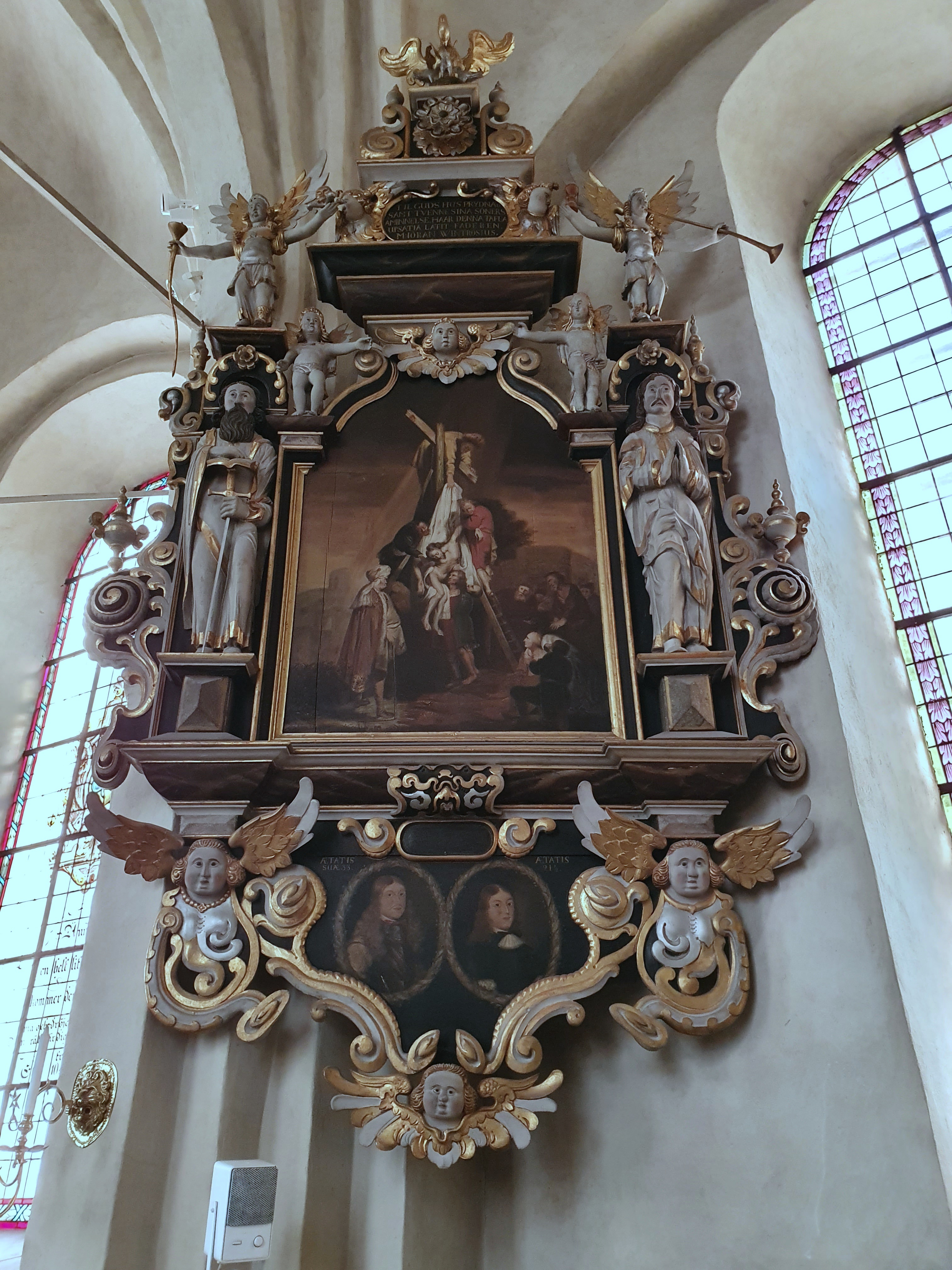
Epitafium
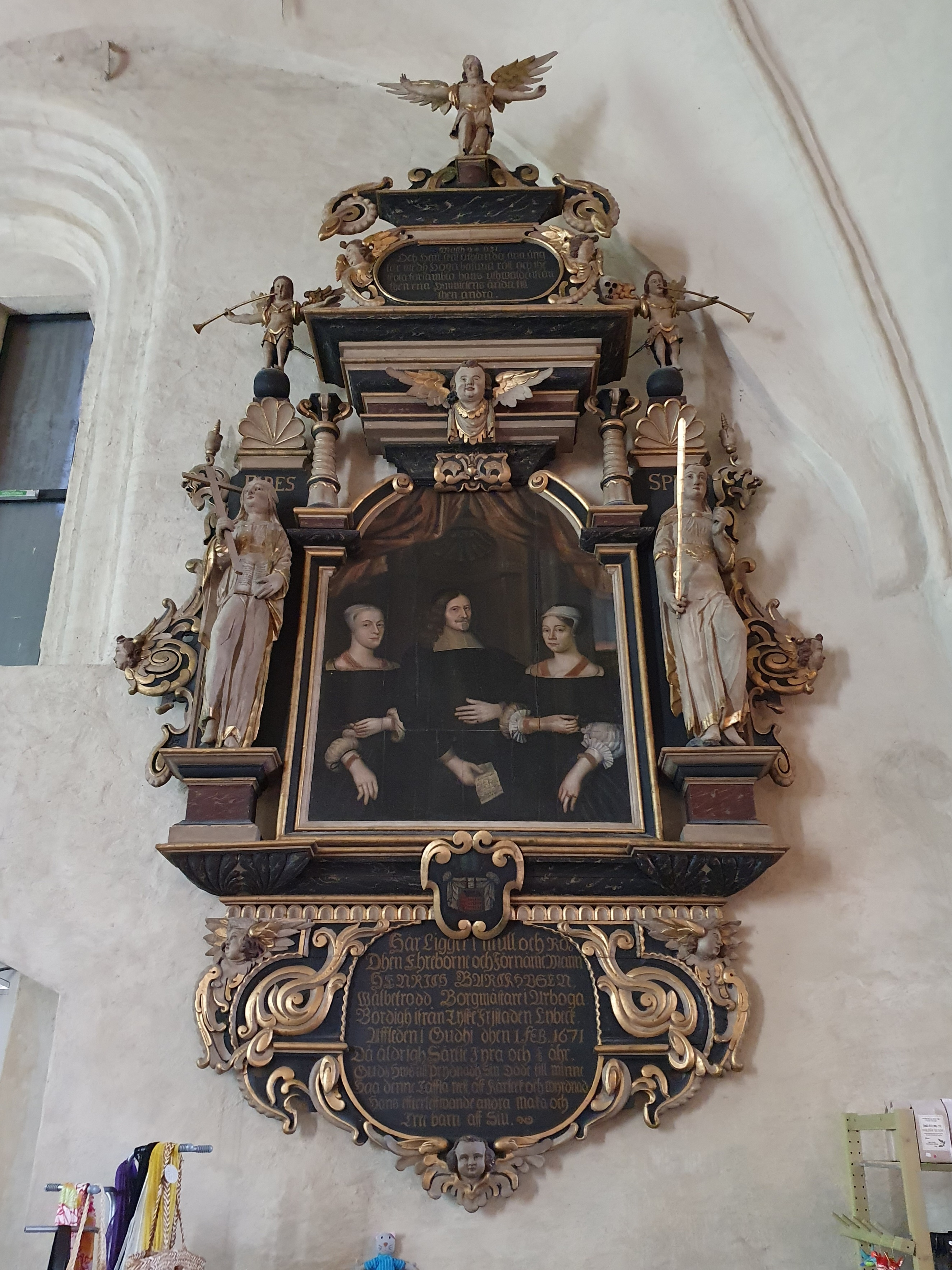
Epitafium
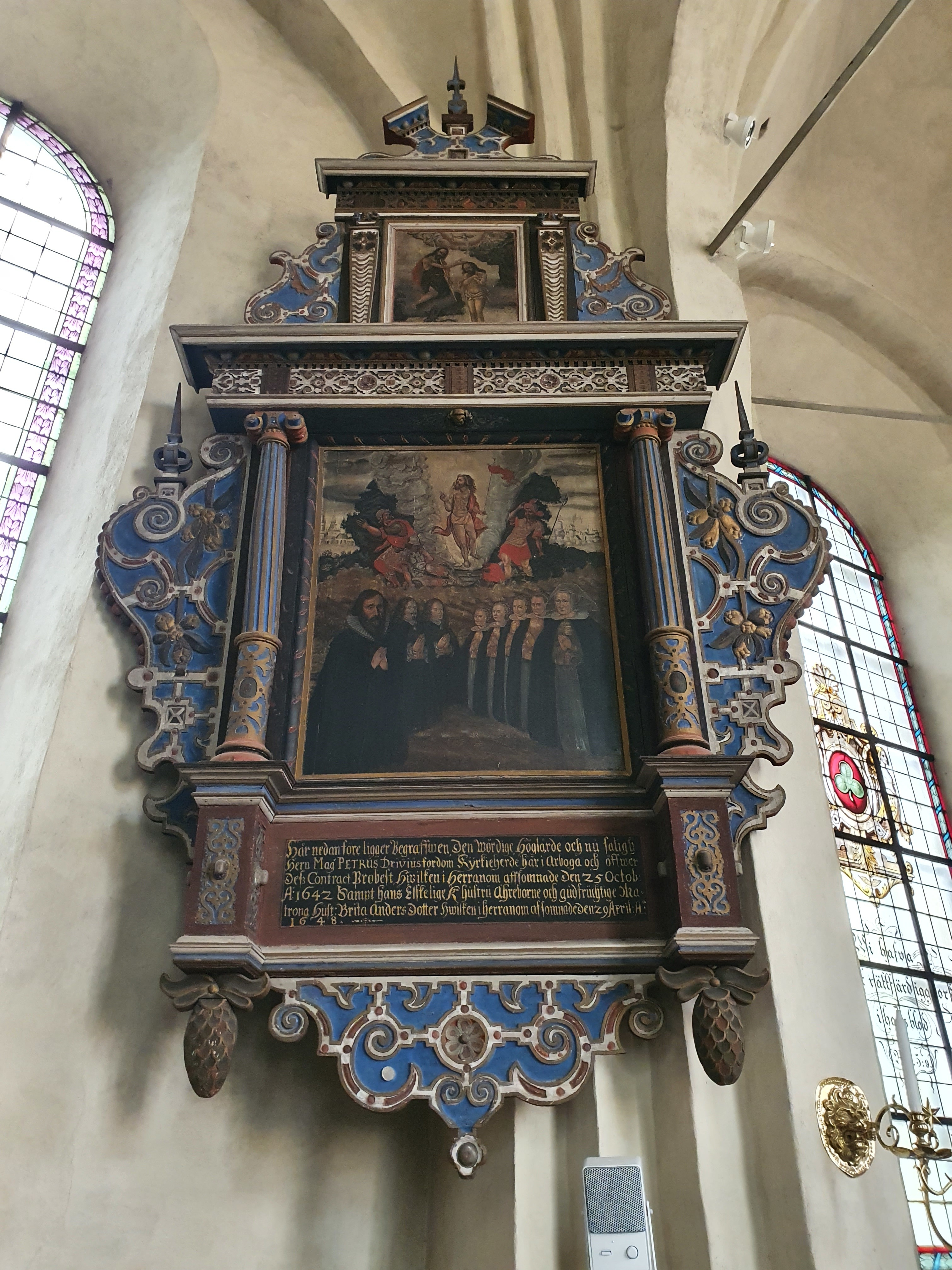
Epitafium

## Diskografi
Inspelningar av musik framförd på kyrkans orglar.
- Sonat för orgel nr 1 / Engsö, Rune, orgel. LP. Opus 3 77-07. 1978.